# Église Notre-Dame de Montbazon
Pour les articles homonymes, voir Église Notre-Dame et Notre-Dame.
L'église Notre-Dame ou église Notre-Dame-de-Bonne-Aide est une église paroissiale affectée au culte catholique dans la commune française de Montbazon, dans le département d'Indre-et-Loire.
Construite entre 1851 et 1862, elle est inscrite comme monument historique en 2003.

## Localisation
L'église Notre-Dame remplace au même emplacement, un édifice du milieu du XVIe siècle. Elle est implantée à proximité du croisement de la rue des Moulins et de la rue Emmanuel-Brault. Cette dernière voie constituait, jusqu'au percement de la route royale d'Espagne (puis N 10, désormais D 910) et l'édification d'un nouveau pont, le point de passage de l'itinéraire de Paris vers le sud-ouest de la France en passant par Tours,.
L'édifice observe l'orientation la plus courante des églises catholiques, nef à l'ouest et chœur à l'est.

## Histoire
Lorsque la paroisse de Montbazon est créée, vers 1550, une chapelle appartenant à l'abbaye Saint-Paul de Cormery mais jusque là dépendante de la paroisse de Veigné fait office d'église paroissiale. Cette chapelle est d'ailleurs citée en 1123 dans le cartulaire de l'abbaye de Cormery. Il subsiste de cet édifice un massif de maçonnerie qui fait saillie à droite de la porte latérale, près de l'angle nord-ouest de l'église moderne. Plusieurs remaniements et reconstructions partielles se succèdent, dont celle du clocher enjambant la rue des Moulins mais en 1767 la décision de reconstruire entièrement l'église, en mauvais état, est prise.
Une église construite sous Louis XV lui succède, plus étendue vers l'ouest que le sanctuaire actuel. Le chantier, entamé en 1767, n'est terminé qu'en 1785 et l'église est pillée par les habitants en novembre 1793.
Elle est reconstruite au même emplacement entre 1850 et 1853 ; le clocher qui enjambait la rue des Moulins et détruit mais l’église s'étend davantage vers le nord et la place de la Mairie.
Ce nouvel ensemble manquant d'unité, l'architecte diocésain Gustave Guérin élabore un plan d'agrandissement ; les travaux se déroulent de 1861 à 1863,. le décor est peint en 1863-1864 par Henri Grandin. En 2001, l'intérieur de l'église est réaménagé, avec entre autres l'abattage d'une cloison permettant d'agrandir la nef au sud.
Notre Dame est au XXIe siècle l'une des églises de la paroisse tourangelle de Saint-Brice. Elle est inscrite comme monument historique par arrêté du 18 avril 2003.

## Architecture
L'église Notre-Dame de Montbazon se présente sous la forme d'un vaisseau unique de style néo-roman doté d'un chevet plat. Un clocher terminé par une flèche couverte en ardoises, comme le reste de l'édifice, se dresse à l'extrémité occidentale de la nef.

## Décor et mobilier

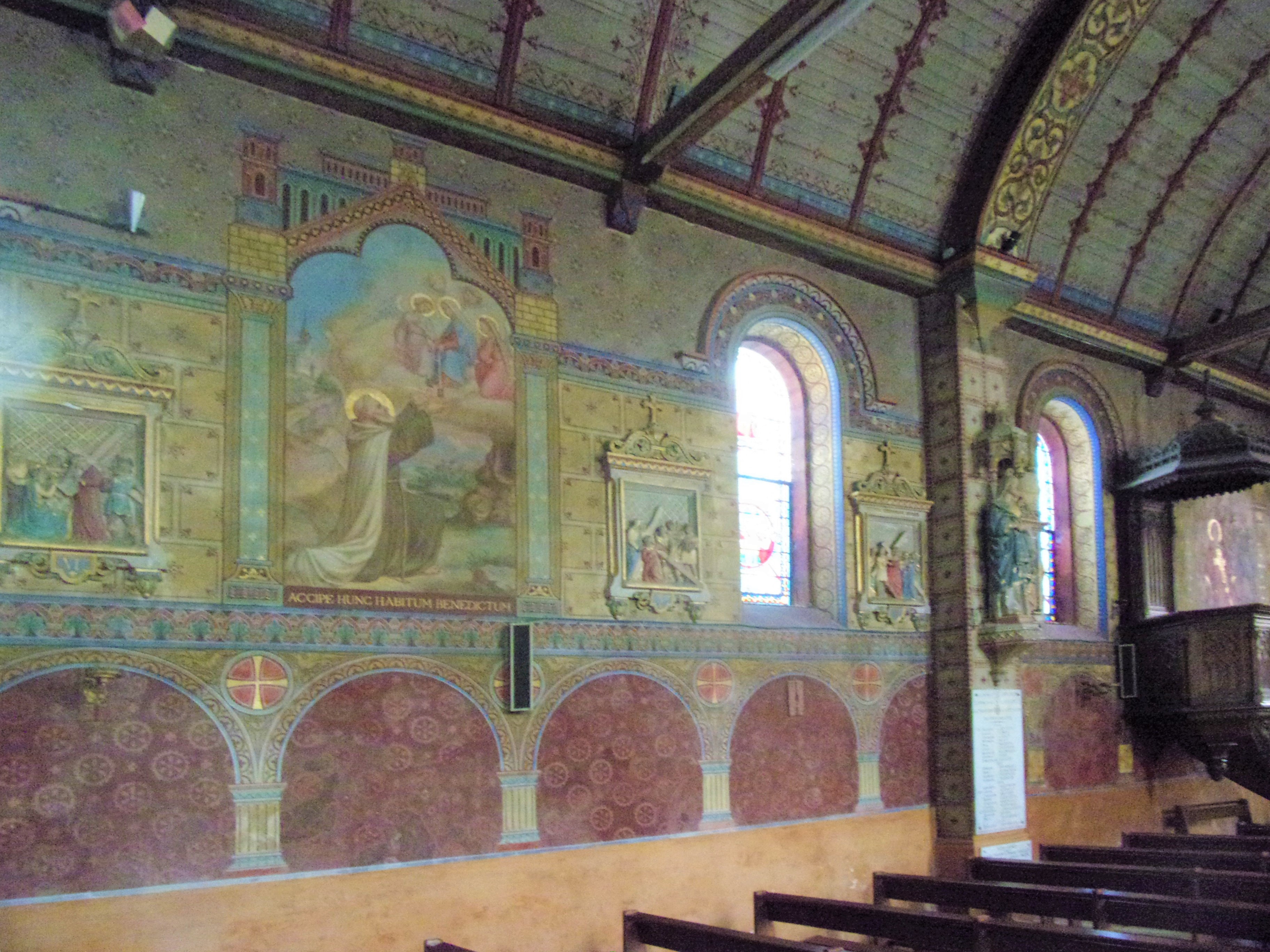
Peintures intérieures de l'église.

Les murs de la nef sont revêtus intérieurement de peintures réalisées au pochoirqui, dans un décor d'arcades en trompe-l’œil, mettent en scène la Vierge et saint Jean-Baptiste. Le chœur est lui aussi décoré de fresques mosaïquées représentant saint Gatien et saint Martin. La charpente en bois et les voûtes sont également décorées.
Deux statues, représentant Jeanne-Marie de Maillé et sainte Barbe figurent à l'intérieur de l'édifice.
Une chasuble du XVIIe siècle et un chandelier en cuivre de la même époque, conservés dans l'église, figurent dans la base Palissy comme objets classés, mais le chandelier a disparu, volé vers 1961,.

## Pour en savoir plus